# 光輪モータース

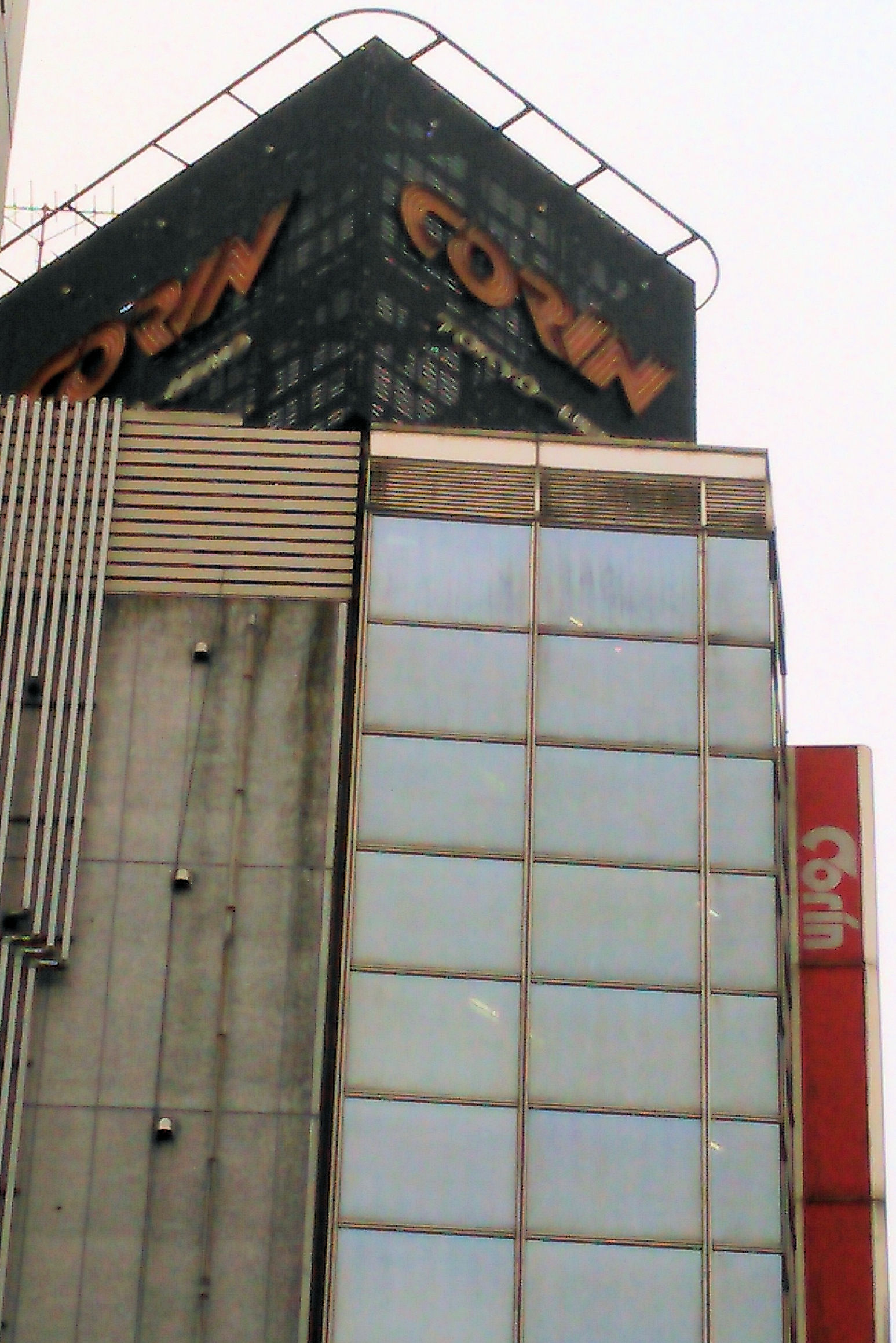
かつての店舗跡

株式会社光輪モータース（こうりんもーたーす）は、かつて存在した日本の企業。東京都台東区上野に本社を置き、オートバイやオートバイ用品を販売していた。2008年4月に破産。

## 概要
1959年2月に創業、1961年1月に法人化。
最盛期には本社のある上野7丁目付近を中心に約20店舗を構え、1992年（平成4年）12月期には年商95億3,700万円を計上、「上野バイク街」の中心となる店として知られた。
また、長野県でモトクロスコースや温泉宿も経営していた。
2008年4月23日、負債総額約161億円で破産。

## エピソード
- 1957年、上野の旭東モータースにトーハツのオートバイを売りに来た若林久治は、それを6万5,000円で売ったほんの数分後に別の客に8万8,000円で売れてしまったのを見た。これに衝撃を受けたのが店を始めたきっかけである[2]。
- 社長の若林は、カメラなどで社長室から従業員の様子を監視できるようにしており、店内に客がいる時でもおかまいなしに店内の放送で従業員を叱責していた。このような強引な経営方法でも知られていたため、名物経営者としてメディアで取り上げられることもあった反面、批判も多かった。このような、客の前でも平気で従業員を叱責するパワハラ同然の経営方針を行なっていた人物には他にも文庫書籍専門古書店「ふるほん文庫やさん」の元代表取締役会長・谷口雅男が著名である。
- 『ファクトリーベア』という熊のマスコットをあしらったロゴの描かれたバイク用品やグッズで知られた。
- 末期は従業員の賃金未払い問題に端を発する労働争議が盛んだった[3]。破綻後もこの問題は解決せず、従業員たちは管財人と交渉して差し押さえを免れたパーツを集め、未払い賃金に充てるためのセールなどを行なった。その間に、争議の継続と生活のために元従業員有志が自己資金で新会社「BIG BEAT」を設立し、閉鎖店舗の一つで開店し現在も営業中である。
- また若林は、ヴィンテージ物のバイクを多数所有しており、将来博物館を作ってこれらを公開することを夢見ていた。その後若林が2010年6月に不慮の交通事故で急逝したことをきっかけに、若林の遺族と元従業員有志との話し合いが始まり、所有のコレクションバイクの展示イベントが開催された。それらコレクションバイクは後にオークションで全て売却処分された。
- 現在は、建物そのものの改修工事を行い、貸事務所の「上野逸品館ビル」として生まれ変わっている。